# Springer (New Mexico)
Springer ist eine Kleinstadt im Colfax County im US-Bundesstaat New Mexico.

## Geographie
Springer liegt 50 Kilometer südlich von Raton, 30 Kilometer südöstlich von Cimarron und etwa 150 Kilometer nordöstlich von Santa Fe. Der Interstate-25-Highway tangiert die Stadt im Westen.

## Geschichte
Die Gegend war zunächst ein gelegentlicher Versammlungsplatz der Ureinwohner und wurde später von spanischen Hirten als Weideland für ihre Schafherden genutzt. Nach dem Mexikanisch-Amerikanischen Krieg gehörte die Region zum amerikanischen Staatsgebiet. Der Großgrundbesitzer Lucien B. Maxwell verkaufte seinen unter dem Namen Maxwell Land Grant bekannten Landbesitz an englische und holländische Investoren und die Maxwell Land Grant and Railway Company wurde gegründet. Als die Atchison, Topeka and Santa Fe Railway plante, ihre Streckenführung zu erweitern, wurde deutlich, dass die nahe und viel größere Stadt Cimarron nicht an der Eisenbahnstrecke liegen würde. Der aus Iowa stammende Rechtsanwalt Frank Springer, der als Präsident der Maxwell Land Grant and Railway Company eng mit den Managern der Atcheson Topeka and Santa Fe Railway Company zusammenarbeitete, bot an, der neuen Eisenbahnstrecke ein kostenloses Wegerecht, Hölzer für den Brückenbau, reines Quellwasser und Kohle für die Versorgung der Lokomotiven sowie eine Finanzhilfe zur Verfügung zu stellen. Aus Dankbarkeit für seinen Einsatz wurde die Stadt ihm zu Ehren „Springer“ genannt. Von 1881 bis 1897 war die Stadt dann Verwaltungssitz des Colfax County.
In der Folgezeit wurden historisch wertvolle Gebäude errichtet, beispielsweise das Brown Hotel. Weitere Bauwerke wie das Mills House, der R.H. Cowan Livery Stable und das ehemalige Colfax County Courthouse, das heute als Museum dient sind in das National Register of Historic Places aufgenommen.

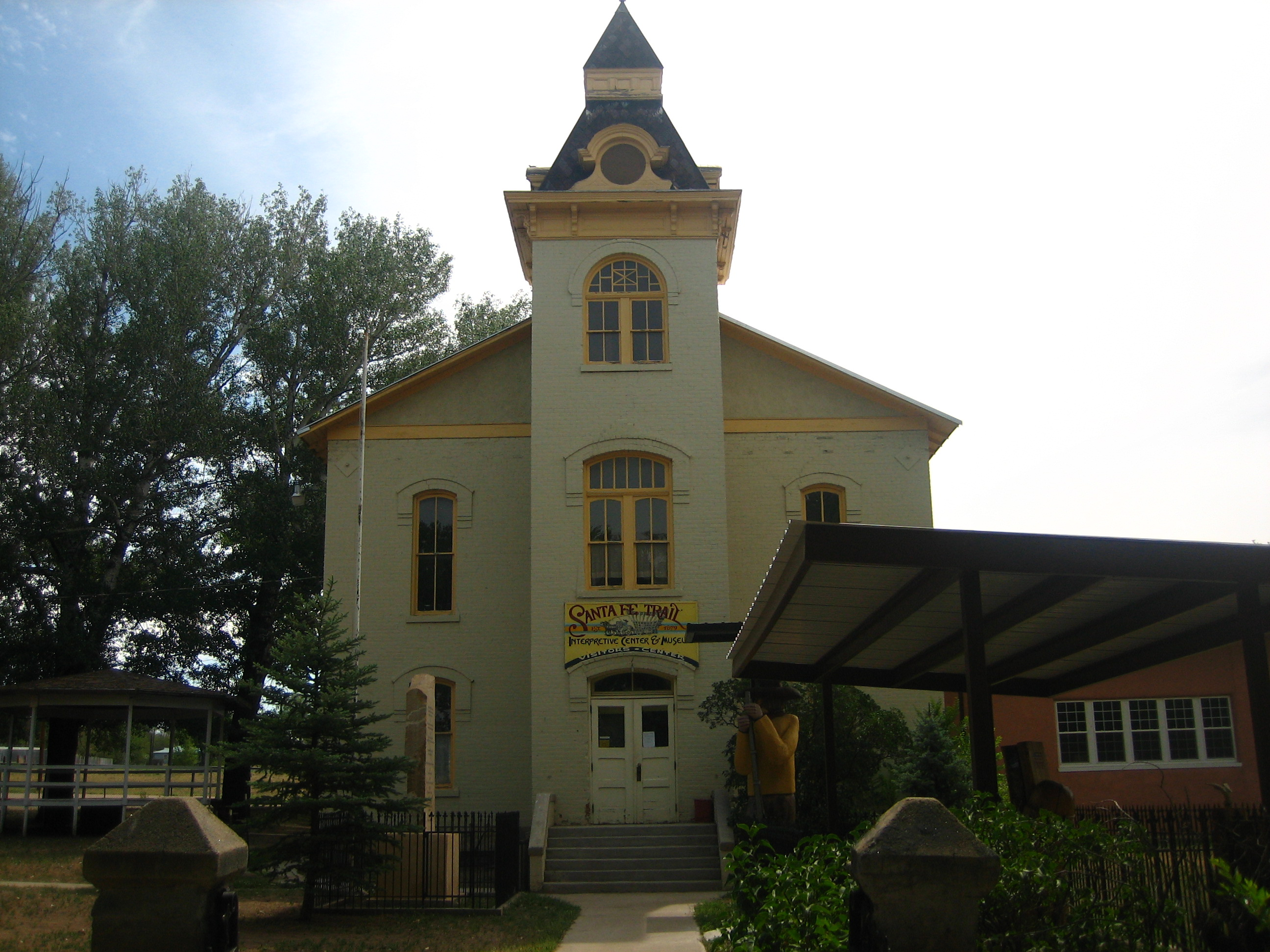
Colfax County Courthouse
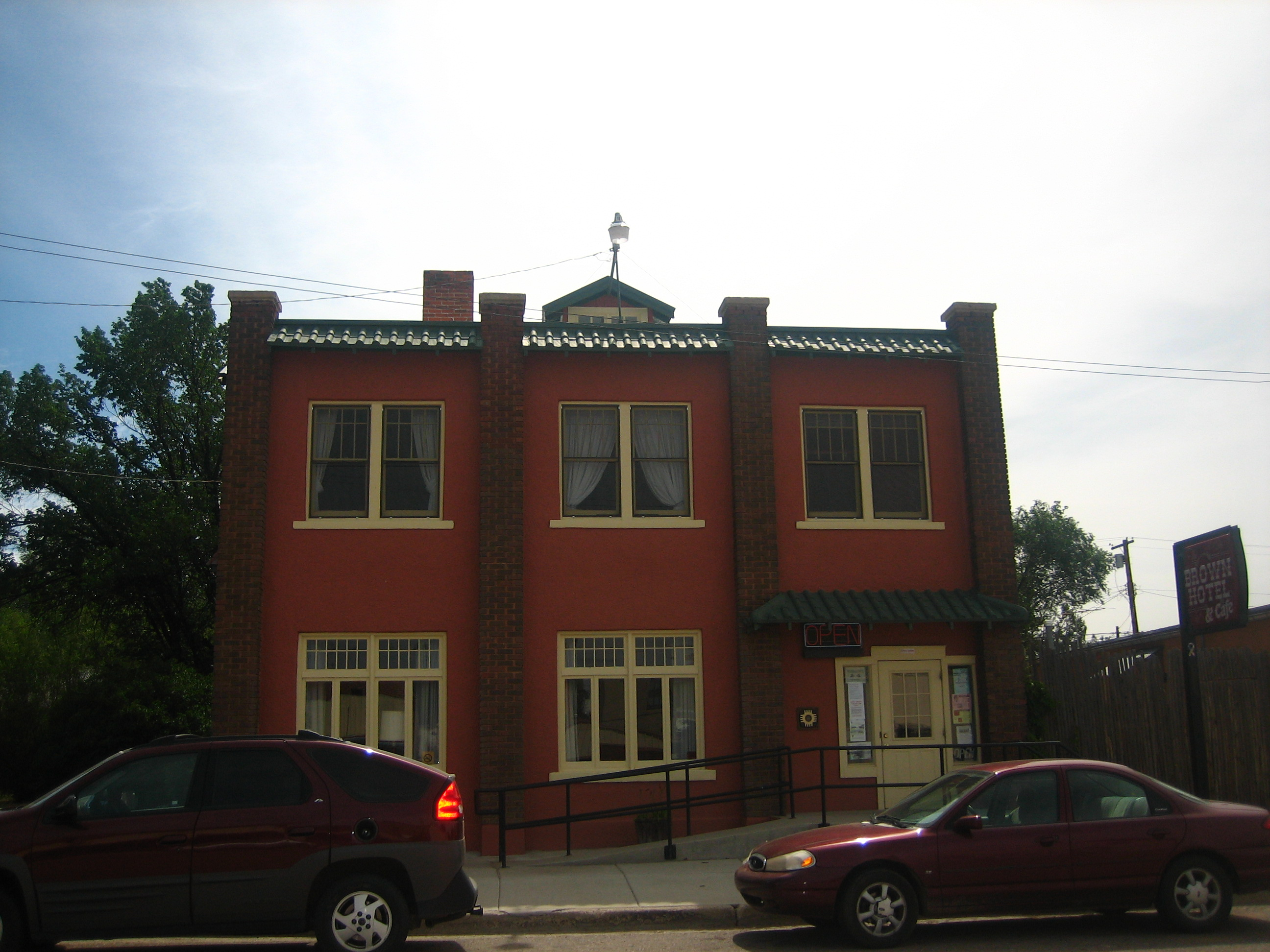
Brown Hotel
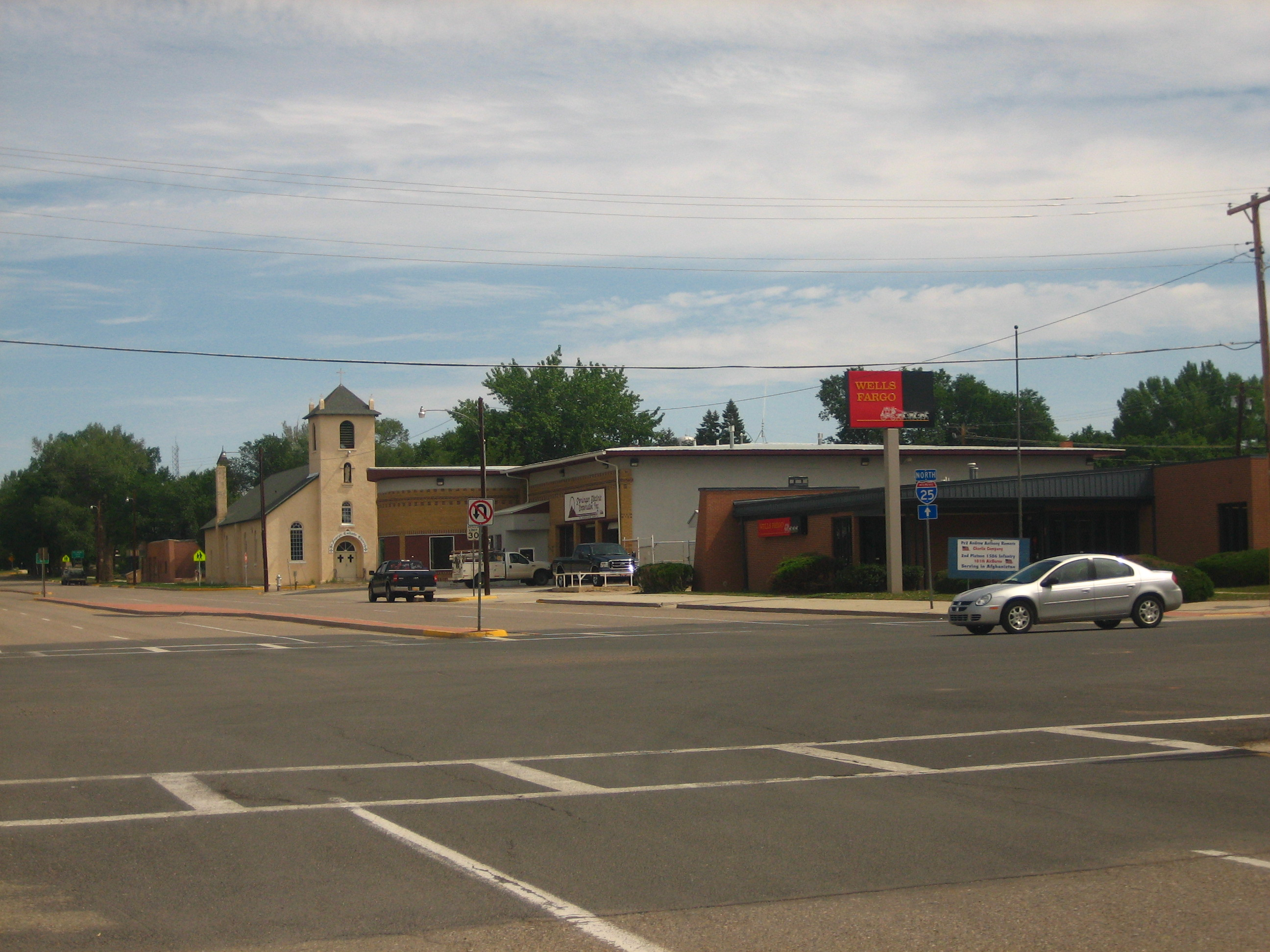
Downtown Springer, 2008

Die Stadt ist heute auch im Tourismus tätig und bietet Touren zu dem in der Nähe vorbeiführenden historischen Santa Fe Trail an.

## Demografie
Im Jahr 2012 wurde eine Einwohnerzahl von 1006 Personen ermittelt, was eine Abnahme um 21,7 % gegenüber dem Jahr 2000 bedeutet. Das Durchschnittsalter der Bewohner lag 2012 mit 48,7 Jahren leicht über dem Durchschnittswert von New Mexico, der 45,5 Jahre betrug.
64,8 % der heutigen Einwohner sind hispanischen Ursprungs. Weitere Einwanderungsgruppen während der Anfänge der Stadt kamen zu 9,6 % aus Deutschland, und zu 5,6 % aus Irland.